# Ulf Wallin
Ulf Wallin, född 1960 i Växjö, är en svensk violinist.
Ulf Wallin, som är uppväxt i Linköping, har studerat vid Kungliga Musikhögskolan i Stockholm och vid Universität für Musik und darstellende Kunst Wien. Sedan 1996 är han professor i violin vid Hochschule für Musik „Hanns Eisler“ Berlin.
Wallin har särskilt intresserat sig för samtida musik vilket lett till nära kontakter med tonsättare som Anders Eliasson och Alfred Schnittke. Ulf Wallin har gjort ett antal radio- och TV-framträdanden och över 40 CD-inspelningar på BIS, cpo, EMI och BMG.
Ulf Wallin invaldes som ledamot av Kungliga Musikaliska Akademien 2014.